# Marcus Æmilius Scaurus
Pour les articles homonymes, voir Aemilius Scaurus, Marcus Aemilius Scaurus (sénateur) et Marcus Aemilius Scaurus (préteur en -56).
Marcus Aemilius Scaurus, né en 163 av. J.-C. et mort vers 89 av. J.-C., est un homme politique romain de la fin du IIe et du début du Ier siècle av. J.-C.
Né dans une famille prestigieuse mais appauvrie, doué d'une grande éloquence, il se lance dans une carrière politique en entamant le cursus honorum à l'époque des Gracques. Consul avec Marcus Caecilius Metellus en 115 année où il devient aussi princeps senatus jusqu'à la fin de sa vie, il s'oppose d'abord au prince numide Jugurtha avant, semble-t-il, de se laisser corrompre à l'instar de nombreux autres aristocrates. Il est ensuite censeur en l'an 109 avec Marcus Livius Drusus.
Il devient le chef de l'aristocratie sénatoriale conservatrice défendant les vieilles valeurs républicaines, les optimates, s'opposant au réformisme et au populisme des populares qui se réclament notamment des Gracques. Allié des Caecilii Metelli, notamment de Lucius Diadematus, Quintus Numidicus et son frère aîné Lucius Delmaticus, dont il épouse d'ailleurs une des filles, Caecilia Metella Dalmatica, il participe à la lutte politique contre les tribuns de la plèbe populares dans une époque marquée par de très nombreux procès politiques.
Avec le soutien des populares, l’homo novus et brillant général Caius Marius affirme sa supériorité sur la nobilitas de 107 à 100, année où il se résout à perdre une partie de ses violents soutiens, notamment Lucius Appuleius Saturninus et Caius Servilius Glaucia, exécutés en vertu d'un senatus consultum ultimum proposé par Scaurus. Lui et ses alliés conservateurs attisent les antagonismes entre Rome et ses alliés italiens qui mèneront à la guerre sociale, dont Scaurus ne verra pas le dénouement, mort vers 89 av. J.-C. On le considère comme l'un des plus talentueux et éminents hommes publics de son temps.

## Famille
Scaurus est né dans une famille noble qui s'est appauvrie et n'a pas exercé de magistratures importantes depuis longtemps,. Il est fils de Marcus, petit-fils de Lucius.
Il est né en 163 av. J.-C. Le De viris illustribus, d'auteur inconnu, rapporte que son père, quoique patricien, a été obligé, en raison de la pauvreté de ses revenus, d'exercer le métier de charbonnier. Son fils lui-même doute d'abord de la voie qu'il va prendre. Doit-il suivre une carrière politique ou être banquier/changeur (argentarius) ? Mais, comme il est d'une grande éloquence, il préfère en tirer de la gloire et des richesses en entamant le cursus honorum.
Il épouse en deuxièmes noces Caecilia Metella Dalmatica, membre de plus puissante famille de la noblesse plébéienne, les Caecilii Metelli. En effet, elle est la fille du consulaire, censeur et pontifex maximus Lucius Caecilius Metellus Delmaticus, la nièce du consulaire Quintus Caecilius Metellus Numidicus, qui a aussi été censeur avec son propre cousin Caius Caecilius Metellus Caprarius. Un Caecilii Metelli a occupé le consulat en 123, 119, 117, 115, 113, 109 et 98 et quatre des dix censeurs entre 120 et 100 sont de la famille. Les Caecilii Metelli et leurs alliés, dont Scaurus, soutiennent une politique anti-gracchienne, faisant annuler pendant ces années la quasi-totalité des mesures prises par les deux frères Gracques.
Selon le De viris illustribus : « Son fils a déserté son poste : il lui défend de jamais paraître en sa présence ; humilié d'un tel affront, le jeune homme se donne la mort ». Il doit s'agir d'un fils de son premier mariage qui déserte effectivement en 102 lors de combats contre les Cimbres,. Marcus Aemilius Scaurus, préteur en 56 av. J.-C. puis propréteur en Sardaigne, est un fils de son deuxième mariage avec Caecilia Metella Dalmatica. Il a aussi une fille de cette dernière, Aemilia Scaura, que Sylla, devenu son beau-père, donnera alors enceinte comme deuxième épouse à Pompée.

## Biographie

### Début de carrière
Le début de sa carrière se fait à l'époque des Gracques. Les actes politiques des deux frères ont un grand retentissement dans l'histoire romaine, ayant eu à gérer le tribunat de la plèbe à une période où la situation politique et sociale romaine impose des aménagements importants. Ces questions qui cristallisent les oppositions politiques et dont se sont saisis les Gracques sont centrales : le rôle des diverses institutions, la place des Italiens dans la structure sociale et l'éternelle question agraire. Leur fin tragique, en 133 pour l'aîné, Tiberius, et en 121 pour le cadet, Caius, marque aussi l'histoire de Rome. C'est la première fois, mais non la dernière, qu'un senatus consultum ultimum est prononcé et qu'une telle vague de violence envahit Rome à cause de divergences politiques. Appien ne s'y trompe pas en commençant son ouvrage sur l'histoire des guerres civiles romaines par cette période aux conséquences symboliques et politiques considérables :

« Chez les Romains, la plèbe et le Sénat ont de fréquentes altercations au sujet de la confection des lois, de l'abolition des dettes, du partage des terres et des élections aux magistratures. Mais ces altercations ne dégénèrent point en guerre civile. On n'en vient point aux mains. Ce ne sont que de simples dissentiments, des contentions autorisées par les lois, où l'on a soin de conserver les égards et le respect que l'on se doit les uns aux autres. [...] Jamais d'ailleurs glaive n'est porté dans les assemblées politiques. Jamais meurtre n'y est commis. Tiberius Gracchus est le premier qui, alors qu'il est tribun de la plèbe et pendant qu'il propose des lois, périt dans une sédition. Avec lui sont massacrés, dans le sein même du Capitole, plusieurs de ceux qui s'y trouvent enfermés. Après ce tragique événement, les séditions n'ont plus de terme. L'esprit de discorde s'exalte également des deux côtés. On s'arme fréquemment de poignards, et il y a dès lors peu d’assemblées, soit dans les temples, soit au Champ de Mars, soit au Forum, qui ne sont ensanglantées par le meurtre des tribuns, des préteurs, des consuls, des candidats pour ces magistratures ou de tout autre personnage considérable. Chaque jour on s'insulte avec plus d'audace, et le honteux mépris des lois et de la justice va en croissant. »

— Appien, Guerres civiles, I, 1-2 - traduction Combes-Dounous, 1808.
Scaurus est tribun militaire en Hispanie dans les années 130, où il obtient une récompense militaire, il sert ensuite en Sardaigne sous Lucius Aurelius Orestes entre 126 et 122, années du consulat puis proconsulat de trois ans d'Orestes en Sardaigne.
Après avoir commencé son cursus honorum par la questure, il est édile curule responsable des jeux à Rome vers 122, mais il s'applique plus à rendre la justice qu'à l'organisation des jeux.
Avant ou à partir de l'an 123, il est probablement membre du collège des augures. Il inaugure l'année 123.
Le De viris illustribus, en l'an 121, lui fait jouer un rôle décisif dans la décision du consul Lucius Opimius de s'armer contre Caius Gracchus.
Avec la mort de Caius Gracchus, la paix civile semble rétablie, mais les évènements des deux dernières décennies vont laisser leurs marques jusqu'à la fin de la République romaine. De très nombreux procès politiques marquent la vie romaine jusqu'à la guerre sociale. L'aristocratie sénatoriale va faire annuler les dispositions agraires prises par les Gracques dans les quinze années qui suivent la mort du cadet des Gracques. La lutte politique est permanente entre une partie de l'aristocratie sénatoriale qui mène une politique anti-gracchienne et une recherche des vieilles valeurs républicaines, avec notamment les Caecilii Metelli et Scaurus, et des populares qui tentent de défendre la politique et reprendre le flambeau des deux frères. Cette lutte revêt souvent des aspects violents.
Scaurus devient préteur en 119 au plus tard, dernier échelon avant le consulat.
Il échoue aux élections consulaires pour l'an 116, battu par Quintus Fabius Maximus Eburnus.

### Consulat etPrinceps senatus(115)
Il est consul en 115,, à l'âge de 48 ans, avec comme collègue Marcus Caecilius Metellus, plus jeune que lui. Lors de ces élections consulaires, Publius Rutilius Rufus est battu. Il poursuit Scaurus pour corruption et brigue électorale, et Scaurus poursuit Rufus à son tour avec la même accusation. Les deux accusations échouent.
Scaurus fait campagne contre les Ligures et obtient le triomphe sur les Carni, tribu celte des Alpes,, qui se sont soumis à Rome. Il se montre sévère sur le respect de la discipline militaire. Lui-même rapporte dans ses écrits ce témoignage de discipline : alors que là où il a installé son camp se trouve un arbre chargé de fruits mûrs, personne n'y a touché lors du départ de l'armée le lendemain.
Il fait adopter une loi interdisant certains mets exotiques lors des banquets tandis que les censeurs interdisent quasiment toutes les formes de théâtre populaire, qui paraissent subsersives. En plus de cette loi somptuaire, Scaurus fait aussi adopter une loi relative aux suffrages des fils d'affranchis. Il s'en prend au préteur pro-Gracques Publius Decius, qui a accusé quelques années plus tôt Lucius Opimius, sous prétexte qu'il ne s'est pas levé sur son passage alors qu'il le lui a ordonné. Il lui déchire sa toge, casse aussi son siège, et défend aux citoyens de demander justice auprès de Decius,,.
La même année, il est nommé princeps senatus par les censeurs en titre,, Lucius Caecilius Metellus Diadematus et Cnaeus Domitius Ahenobarbus,. Le précédent prince du Sénat connu est Publius Cornelius Lentulus, mort en 121.
En 114, trois vestales, dont une Aemilia, sont dénoncées par un chevalier pour avoir perdu selon lui leur virginité et connaître de nombreux amants. Elle est condamnée et mise à mort. Il est possible que cette Aemilia soit une parente de Scaurus et que cette affaire s'inscrive dans le conflit opposant l'aristocratie sénatoriale et les tribuns pro-Gracques.

### Corruption pendant la guerre contre Jugurtha (112-109)
À la mort du roi numide, Micipsa, en 118, le royaume de Numidie est divisé entre le neveu Jugurtha et les deux fils du roi. En 116, Jugurtha tue le plus jeune fils du roi, Hiempsal et une commission part de Rome afin de diviser le royaume entre Jugurtha et Adherbal. Jugurtha connaissant bien les Romains réussit par des cadeaux à corrompre le chef de la délégation romaine Lucius Opimius et ses compagnons,,,. Jugurtha reçoit ainsi la partie la plus peuplée et la plus riche de la Numidie. Adherbal reçoit celle qui était la plus équipée en ports et en édifices,. En 113-112, Jugurtha attaque Adherbal qu’il tue, agissant contre les ordres de Rome. Des marchands italiens de Cirta sont tués.

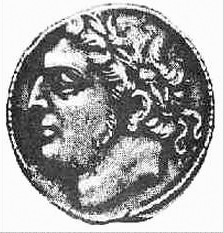
Pièce à l'effigie de Jugurtha.

En 112, il conduit une ambassade du Sénat à Utique pour obliger Jugurtha à lever le siège de Cirta contre son cousin Adherbal,. Scaurus, princeps senatus, est envoyé en personne, montrant là l'importance de la délégation romaine. Par ailleurs, il avait jusque-là affiché une hostilité sans faille aux diverses manœuvres de corruption du prince numide. Par crainte de Scaurus, Jugurtha rencontre les envoyés du Sénat. Cependant, malgré des protestations vigoureuses, les ambassadeurs se retirent sans rien obtenir. Salluste décrit alors ainsi le princeps senatus, « homme d'une naissance distinguée, actif, factieux, avide de pouvoir, d'honneurs, de richesses, mais habile à cacher ses défauts. Témoin de l'éclat scandaleux et de l'impudence avec lesquels on a répandu les largesses du roi, il craint, ce qui arrive en pareil cas, de se rendre odieux en prenant part à cet infâme trafic, et contient sa cupidité habituelle ». Scaurus n'a pas la réputation d'être un des plus honnêtes hommes.
Il l'accuse par ailleurs ensuite d'accepter, à l'instar de nombreux autres sénateurs, d'être corrompu par le roi numide : « mais sitôt que Jugurtha, par ses émissaires, a fait briller l'or aux yeux [de Lucius Calpurnius Bestia], et ressortir les difficultés de la guerre dont le consul [de 111] est chargé, son cœur, gâté par l'avarice, se laisse facilement séduire. Au reste, il prend pour complice et pour agent de toutes ses menées ce même Scaurus, qui, dans le principe, tandis que tous ceux de sa faction sont déjà vendus, s'est prononcé avec le plus de chaleur contre le prince numide. Mais cette fois la somme est si forte, qu'oubliant l'honneur et le devoir il se laisse entraîner dans le crime ». Même Scaurus, alors princeps senatus et qui s'était montré très hostile au prince numide jusque-là, semble se laisser acheter. Jugurtha s'en sort avec un simulacre de reddition,. « Dès qu'à Rome la renommée a divulgué le dénouement des affaires d'Afrique et quels moyens l'ont amené, il n'est question en tous lieux et dans toutes les réunions que de l'étrange conduite du consul. Le peuple est dans l'indignation, les sénateurs dans la perplexité, incertains s'ils doivent sanctionner une telle prévarication ou annuler le décret du consul. Le grand crédit de Scaurus, qu'on sait être le conseil et le complice de Bestia, les détourne surtout de se déclarer pour la raison et pour la justice ». Florus écrit que Jugurtha triomphe de la vertu romaine en la personne de Scaurus. Un tribun de la plèbe, Caius Memmius, accuse le consul Lucius Calpurnius Bestia, Marcus Aemilius Scaurus et d'autres aristocrates d'accepter des pots-de-vin du roi Jugurtha. Il convoque ce dernier à comparaître à Rome,,.
Un autre tribun en 109, Caius Mamilius Limetanus, obtient qu'une commission soit mise en place pour juger ceux qui, dans leurs ambassades ou leurs commandements, ont reçu de l'argent de Jugurtha. « Tandis que tous les nobles sont frappés de terreur, Marcus Scaurus, que nous avons vu lieutenant de Bestia, parvient, au milieu de la joie du peuple, de la déroute de son parti et de l'agitation qui règne dans la ville entière, à se faire nommer l'un des trois commissaires dont la loi de Mamilius provoque la création. Les enquêtes ne s'en font pas moins avec dureté, avec violence, d'après des ouï-dire et le caprice du peuple. Scaurus, malgré le fait qu'il soit membre du tribunal, assure aussi la défense de Lucius Calpurnius Bestia, qui est malgré tout condamné à l'exil par la commission,,. Trois autres consulaires sont condamnés : Lucius Opimius, chef d'une ambassade corrompue en 116, Caius Porcius Cato, consul en 114 et légat en Numidie vers 111/110 et Spurius Postumius Albinus, consul et commandant inactif de la guerre contre Jugurtha en 110,.
Scaurus rétablit la richesse de sa famille puisque, d'après Pline l'Ancien, il peut acheter Daphnus, un esclave grammairien, au prix inégalé pour l'époque de 700 000 sesterces.

### Censure (109)
Il est élu censeur en 109 avec Marcus Livius Drusus, qui meurt pendant leur magistrature, ce qui l'oblige à mettre aussi fin à sa charge, ce qu'il refuse dans un premier temps, mais il cède sous peine d'être poursuivi par les tribuns de la plèbe.
En tant que censeur, à Rome, il fait restaurer le temple de Fides. Le Clivus Scauri provient probablement de son nom. Il fait aussi restaurer le pont Milvius,.
En Italie, il fait construire la voie romaine qui porte son nom, la Via Aemilia Scauri qui relie Pise à Plaisance via Gênes,. Il fait construire un canal de drainage des eaux du Pô au sud d'une ligne Modène–Parme, soit pendant son consulat, soit pendant sa censure.
Après que Scaurus ait été contraint à abdiquer, un nouveau collègue de censeurs est élu : Caius Licinius Geta et Quintus Fabius Maximus Eburnus, même s'il peut y avoir confusion avec Quintus Fabius Maximus Allobrogicus. Les censeurs confirment Scaurus comme princeps senatus.

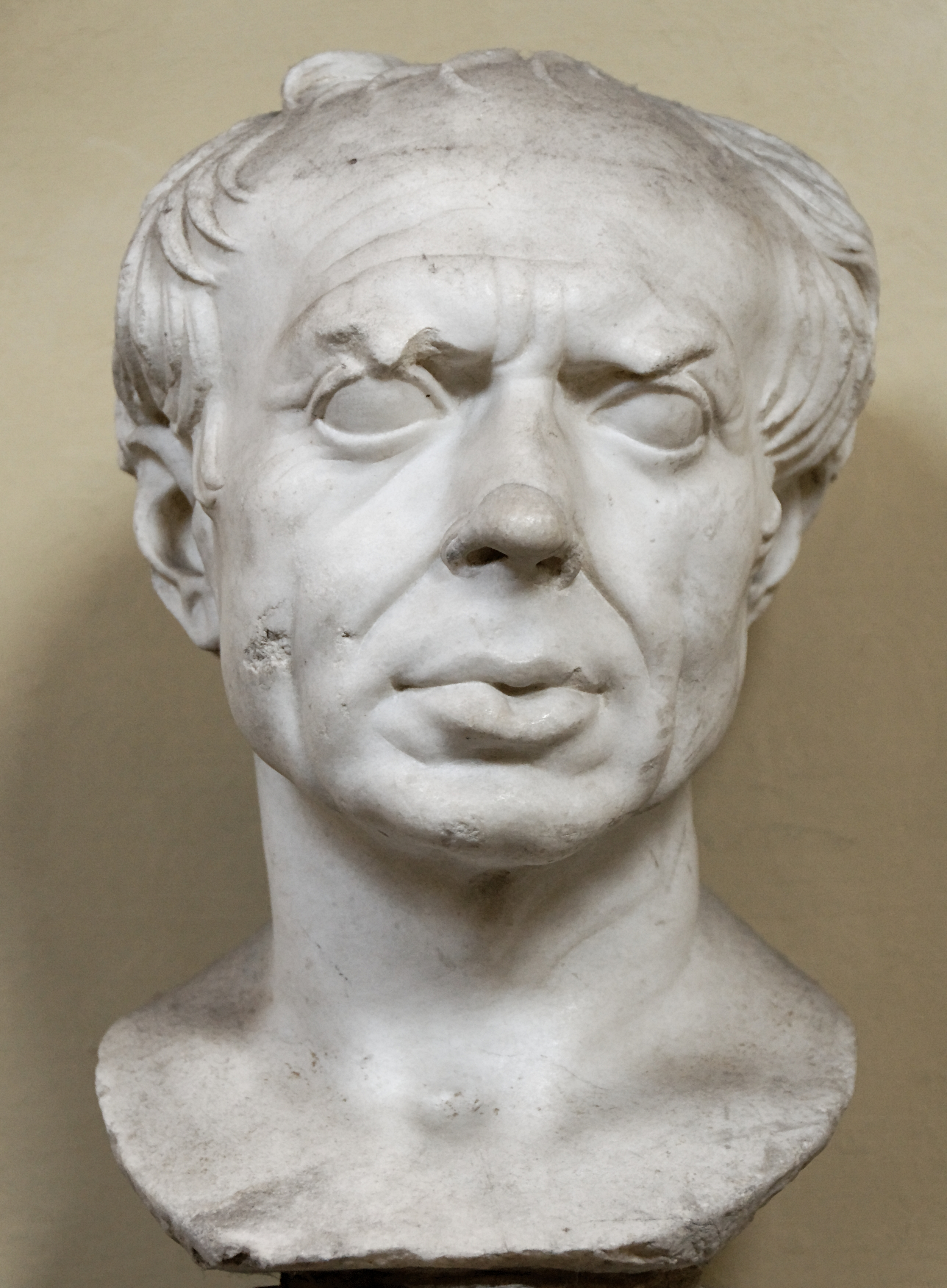
Buste présumé de Caius Marius, Musée Chiaramonti, Rome.

### Chef de l'aristocratie sénatoriale pendant l'hégémonie de Marius (107-99)

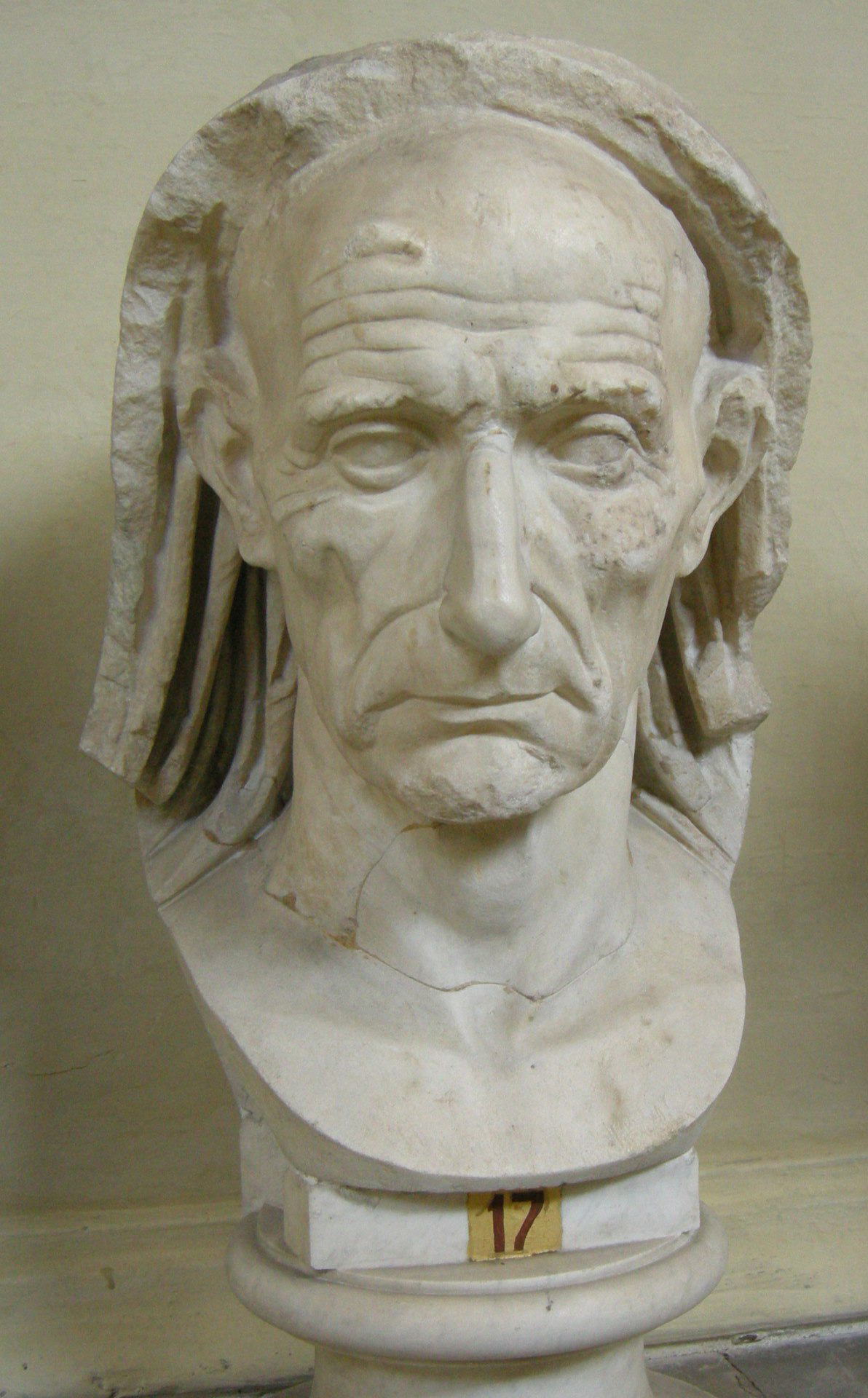
Buste représentant peut-être Scaurus, musée Chiaramonti (Vatican).

Son rang de prince du Sénat, renouvelé à plusieurs reprises par les censeurs, le place aux premières loges de la vie politique agitée à Rome. Scaurus reste tout au long de sa carrière politique le chef des conservateurs du Sénat, aux côtés d'autres consulaires tels que Lucius Caecilius Metellus Diadematus, Quintus Caecilius Metellus Numidicus, son beau-père et pontifex maximus Lucius Caecilius Metellus Delmaticus, Marcus Minucius Rufus, Marcus Junius Silanus, Servius Sulpicius Galba, Quintus Servilius Caepio et le jeune Lucius Licinius Crassus. L'apogée de la carrière de Caius Marius, entre son premier consulat en 107 et son sixième en 100, se base sur l'alliance avec des tribuns populares. Marius a besoin de ces derniers pour obtenir ces commandements ainsi que des colonies et des distributions de terre pour ses soldats. Entre contre-partie, les tribuns bénéficient de son aura et du vote de ses vétérans, mettant à mal les institutions romaines traditionnelles. Marius affirme sa supériorité sur la nobilitas. Avec l’aide des populares, son commandement est prolongé en se faisant réélire consul plusieurs années consécutives et souvent in abstentia. Il est notamment aidé par le tribun de la plèbe Lucius Appuleius Saturninus et tous ceux qui contestent l'oligarchie en place et reprennent certaines des propositions des Gracques,.
En 107, Caius Marius se présente aux élections consulaires et fait une intense campagne de dénigrement contre son patron et commandant en Numidie Quintus Caecilius Metellus avec l'aide des populares. Il obtient la magistrature suprême, devenant un des premiers homo novus de la République. S'appuyant sur ses alliés au tribunat, Titus Manlius Mancinus et Caius Coelius Caldus, il se fait attribuer le proconsulat en Afrique et le commandement de la guerre de Jugurtha, en Numidie, au détriment de Metellus. Mancinus intente aussi un procès pour malversations à l'encontre de Metellus. Celui-ci doit subir l’affront de voir son ancien client s’approprier ses troupes et remporter une guerre qu'il a déjà lui-même presque gagnée en repoussant le roi numide aux limites de la Maurétanie,,.
En 106, le consul Quintus Servilius Caepio, avec l'aide de l'orateur Lucius Licinius Crassus,, fait voter une loi créant des jurys mixtes pour le jugement des gouverneurs provinciaux dans les affaires de concussion, mêlant sénateurs et chevaliers,. La loi de Cépion est probablement une réaction de l'aristocratie sénatoriale à la commission de Mamilius créée en 109. Cette loi sera abrogée peu après par Caius Servilius Glaucia, qui rétablit des jurys purement équestres, qu'avait institués Caius Gracchus.
Les défaites répétées des armées romaines au nord face aux Cimbres et aux Teutons affolent la population romaine, en réveillant le spectre de l’invasion de Rome par les Gaulois au IVe siècle av. J.-C. Les deux peuples ont en effet remporté, au nord des Pyrénées, une série de victoires contre l’armée romaine, favorisées par les rivalités au sein de l'aristocratie sénatoriale, dont la défaite à la bataille d'Arausio (Orange) en 105 constitue le point culminant,. Alors que Caius Marius annonce sa victoire sur Jugurtha, même l'aristocratie sénatoriale conservatrice, notamment Scaurus et l'ennemi personnel de Marius, Numidicus, soutient que le commandement de la guerre des Cimbres revienne à Marius.
Quintus Servilius Caepio est le principal responsable du désastre romain à la bataille d'Arausio. Son imperium proconsulaire est abrogée par plébiscite,, probablement sur proposition du tribun de la plèbe Caius Norbanus nouvellement élu pour l'année 104. Il est possible que ce soit lors des échauffourées survenues à la mise en accusation que Scaurus est blessé par des jets de pierre,. En 104, un autre tribun de la plèbe, Lucius Cassius Longinus, profitant de la situation politique, fait voter une loi excluant du Sénat de la République romaine ceux ayant été condamnés dans un procès en amende ou dont le peuple a abrogé le commandement, Cassius s'inspirant là d'une disposition prise par le passé par Caius Gracchus. Cépion se trouve donc chassé du Sénat en vertu de cette nouvelle lex Cassia,. Cassius vise peut-être Cépion quand il fait voter sa loi, mais, alors que Rome vient de connaître une série de graves échecs militaires, la loi vise plutôt à renforcer le contrôle du peuple sur les magistrats et les généraux.
En 104, Scaurus devient responsable de l'approvisionnement en grain de Rome (cura annonae). C'est une charge très importante. Cependant, cette nomination de Scaurus se fait au détriment de Lucius Appuleius Saturninus, à l'époque questeur et qui en était jusque-là responsable. Saturninus est accusé d'avoir mal géré l'approvisionnement et d'incompétence, les prix du blé ayant dans des proportions considérables. Cicéron juge que la perte de cette charge pour Saturninus le conduit vers le populisme,.
La même année ou en l'an 103, Scaurus est mis en accusation par le tribun Lucius Domitius Ahenobarbus et menacé d'amende. En vertu de la toute récente lex Cassia, Scaurus perdrait son siège au Sénat s'il est condamné. C'est sans doute là la raison pour laquelle Domitius le poursuit. Domitius lui reproche d'avoir célébré les cérémonies aux Pénates du peuple romain à Lavinium avec une correction et une pureté rituelle insuffisante, ce qui aurait rompu la pax deorum, et induit le désastre romain à la bataille d'Orange,. Toutefois Domitius refuse la proposition d'un esclave de Scaurus, qui lui propose de charger son maître, qui est acquitté,. Il semble que le vrai grief de Domitius contre Scaurus soit le fait que ce dernier se soit opposé à la cooptation de Domitius au sein du collège des pontifes,. D'ailleurs, Domitius fait voter la Lex Domitia de sacerdotiis transférant l'élection des prêtres au peuple. Celui-ci le choisira pour devenir le nouveau pontifex maximus à la mort de Lucius Caecilius Metellus Delmaticus. Domitius Ahenobarbus attaque aussi vainement Marcus Junius Silanus, lui reprochant d'avoir mené une bataille perdue contre les Cimbres de sa propre initiative sans mandat du peuple en l'an 109. Junius Silanus avait aussi lors de son consulat mit fin à des dispositions agraires et militaires des Gracques.
À son tour, en 103, Scaurus témoigne à charge contre ses adversaires, Caius Memmius et Flavius Fimbria, accusés de concussion, et contre Caius Norbanus, sans obtenir de condamnation malgré le crédit qu'on lui accorde. Cicéron dit de lui à cette occasion : « Avons-nous vu, pouvons-nous citer un homme comparable à Marcus Aemilius Scaurus, pour la prudence, la sagesse, la fermeté et les autres vertus, pour l'éclat des honneurs, pour le génie, pour les exploits ? Cependant cet homme qui, par un simple signe de sa volonté, gouvernait l'univers, n'a pas été cru, lorsqu'il déposait, sous la foi du serment, contre Caius Fimbria et Caius Memmius ».
Quintus Caecilius Metellus Numidicus, un des chefs de l'aristocratie sénatoriale conservatrice, notamment allié de Scaurus, tente lors de sa censure de 102 de faire exclure Saturninus et Glaucia du Sénat,. Les deux censeurs confirment Scaurus comme princeps senatus.
En l'an 100, Caius Marius est réélu pour le consulat pour la cinquième consécutive, quand bien même il n'y a plus de menace sur Rome et l'Italie. Saturninus fait voter une loi pour installer les vétérans de Marius dans des colonies en Sicile, en Afrique, en Macédoine et en Grèce. Saturninus fait passer d'autres lois qui ne sont pas de son ressort, ainsi qu'un lotissement des terres récupérées en Gaule cisalpine, obligeant les sénateurs à prêter serment d'observer cette nouvelle loi. Quintus Caecilius Metellus Numidicus est le seul à refuser de s'incliner et à choisir l'exil plutôt que de provoquer de nouveaux troubles civils dans cette période de forte agitation politique. Marius prend un décret de « mort civique » contre lui. Saturninus et Glaucia tiennent leur vengeance,,,.
En fin d'année, au plus fort des violents troubles provoqués par Lucius Appuleius Saturninus et Caius Servilius Glaucia, c'est Scaurus qui propose le senatus consultum ultimum. Ce décret ordonne au consul Caius Marius de déposer ses partisans, Saturninus et Glaucia, et ils sont bientôt lynchés avec leurs disciples dans la Curie Hostilia,,,. Bien qu'il conserve des partisans, le meurtre de ses propres alliés laisse Marius très isolé,.

### Fin de carrière et décès à la veille de la guerre sociale (98-89)
Numidicus fait un retour triomphal à Rome en 98,.
L'année suivante, en 97, les censeurs Lucius Valerius Flaccus et Marcus Antonius Orator confirment à nouveau Scaurus comme princeps senatus.
En 95, dans les tensions entre Rome et ses alliés italiques qui mèneront à la guerre sociale, Scaurus est témoin à charge lors d'un procès contre Caius Norbanus, celui-là même qui avait fait condamné Caepio, n'hésitant pas à l'accuser d'être un citoyen de fraîche date, incident grave qui provoque un véritable tollé. En cette même année, l'aristocratie sénatoriale se prononce en faveur du renvoi dans leur cité d'origine des Italiens résidant à Rome. Cette loi est peut-être votée à la suite du procès.
Entre 104 et 93, mais plutôt vers cette dernière année, il est membre d'une ambassade au Pont ou légat en Asie, peut-être dans ce cas sous le promagistrat Lucius Gellius Publicola, où il doit traiter avec Mithridate VI du Pont. Après l'assassinat de Ariarathe VII par le roi du Pont en 100, son successeur Ariarathe VIII disparaît lui aussi en 98. Mithridate convoite la Cappadoce pour l'intégrer à son empire et installe son fils Ariarathe. Rome impose un noble cappadocien choisi par son peuple, Ariobarzane, par l'intermédiaire du propréteur Sylla en 96,. Mithridate, par des intrigues, continue à convoiter les trônes d'Ariobarzane Ier de Cappadoce et de Nicomède IV de Bithynie. Scaurus se trouve très probablement en Orient dans ce cadre là. En l'an 92, Scaurus est traduit en justice par Quintus Servilius Caepio pour extorsion provinciale et, semble-t-il, pour avoir pris des pots-de-vin de Mithridate VI du Pont,,.
En 92, les censeurs Cnaeus Domitius Ahenobarbus et Lucius Licinius Crassus confirment une nouvelle fois Scaurus comme princeps senatus.
En 91, est élu au tribunat de la plèbe Marcus Livius Drusus, fils de l'ex-censeur collègue de Scaurus. Il est considéré, comme ses conseillers Aemilius Scaurus et Licinius Crassus, comme un conservateur défendant les intérêts du Sénat. Il suit d'abord la même ligne politique que son père, en essayant de concilier le Sénat et le peuple. Il propose d'accorder la citoyenneté aux Italiens. Ses projets seront rejetés par le Sénat et lui-même sera assassiné dans des conditions obscures, ce qui amène à la guerre sociale. La Lex Iulia de 90 av. J.-C. reprendra ses propositions.
Au début de la guerre sociale à la toute fin de l'année 91 ou début 90, le De viris illustribus rapporte l'anecdote suivante : « Scaurus, dans sa vieillesse, accusé par le tribun du peuple Varius d'avoir, en quelque sorte, contraint les alliés et tout le Latium à prendre les armes, dit au peuple : “Varius de Sucrone prétend qu'Aemilius Scaurus a forcé les alliés à prendre les armes ; Scaurus le nie : lequel des deux, à votre avis, est le plus digne de foi ?” » . Cette défense lapidaire du vieux sénateur suffit et il est acquitté,.
En 89, les censeurs Lucius Julius Caesar et Publius Licinius Crassus maintiennent probablement Scaurus comme princeps senatus.
Il décède en 89 ou 88,. Sa veuve, Caecilia Metella Dalmatica, épouse alors le nouveau consul Sylla, certainement un des espoirs des familles dominants le Sénat, futur vainqueur des guerres civiles et dictateur. Il restaurera d'ailleurs le pouvoir du Sénat romain, dans l'espoir de sauver la République « aristocratique » et limitera le pouvoir des tribuns de la plèbe, vecteurs de l'opposition populaire.